# The Honeymoon Roll
The Honeymoon Roll è un cortometraggio muto del 1915 diretto da William A. Seiter, qui al suo debutto nella regia cinematografica.

## Produzione
Prodotto da David Horsley, per la MinA Film Company.

## Distribuzione
Distribuito dalla General Film Company, il film uscì nelle sale statunitensi il 7 ottobre 1915.